# Odysia punctilineata
Odysia punctilineata är en fjärilsart som beskrevs av W. Warren 1900. Odysia punctilineata ingår i släktet Odysia och familjen mätare. Inga underarter finns listade i Catalogue of Life.